# Alek Aleksov
Alek Aleksov (Beograd, 1969) srpski je aranžer kompozitor i producent.

## Biografija
U Beogradu je završio osnovno i srednje obrazovanje, a i studirao na Tehnološko-metalurškom fakultetu.
Karijeru muzičkog producenta i aranžera započeo sredinom devedesetih radom sa izvođačima tadašnje muzičke scene. Oprobao se u skoro svim žanrovima muzike u Srbiji i regionu.
Proslavio se stvarajući nov i moderan zvuk kombinujući američke i zapadnjačke uticaje sa domaćom izvornom muzikom. Stvaralac vrlo prepoznatljivog stila koji je imao mnogo komercijalnog uspeha na teritoriji Balkana.
Najznačajniji uspesi su mu učestvovanje na četiri Pesme Evrovizije sa pesmama:
1. Leila - Hari Varešanović (2006) (3. mesto na takmicenju)
2. Oro - Jelena Tomašević (2008) (5. mesto)
3. Bistra Voda - Regina (2009). (9. mesto)
4. Nije Ljubav Stvar - Zeljko Joksimović (2012) (3. mesto)

## Nagrade
Dobitnik nagrade "Pjesma ljeta"  na festivalu Sunčane Skale 2006. godine za pesmu Romana Panić - Nikad i zauvijek.

## Spoljasnje veze
- Željko Joksimović – Nije Ljubav Stvar
- Various – BH Eurosong CD1
- https://www.discogs.com/Various-Sun%C4%8Dane-Skale-2004-Pjesma-Ljeta/release/10575576